# Demetrio Vallejo
Demetrio Vallejo Martínez (El Espinal, Oaxaca, 7 de noviembre de 1910 - 24 de diciembre de 1985) fue un activista y luchador social mexicano. Impulsado por el Partido Comunista Mexicano (al que ingresó a los 24 años), por Valentín Campa y por el Partido Obrero Campesino Mexicano (del cual también era miembro).

## Biografía
Vallejo nació en el pequeño poblado de El Espinal, Oaxaca el 7 de noviembre de 1910, en el seno de una familia de campesinos indígenas; fueron sus padres Demetrio Vallejo y Luisa Martínez Enríquez. Cursó estudios elementales gracias al impulso de su madre y muy joven empezó a trabajar como telegrafista en el ferrocarril. En 1934, a los veinticuatro años ingresó al Partido Comunista Mexicano, y 14 años después, en 1948 tomó parte activa en un movimiento social que buscaba independizar al sindicato ferrocarrilero del corporativismo del PRI.

## 11 Años de Prisión (1959-1970)
En 1958 surge como dirigente seccional y de su natal Oaxaca desde ahí salta al ámbito nacional a partir del Plan del Sureste y de encabezar los paros ferrocarrileros de julio y agosto de 1958, fue así como se ganó la simpatía de la mayoría de los trabajadores ferrocarrileros quienes lo eligieron como secretario general del sindicato ferrocarrilero (1958-1959) y estaba considerado como un defensor de la democracia sindical. Fue encarcelado por el gobierno del presidente Adolfo López Mateos después de romper la huelga que paralizó al país en 1959, recluido por el régimen por más de once años, en el Palacio de Lecumberri.
Una de las demandas del Consejo Nacional de Huelga, Matriz del Movimiento de 1968 en México fue la libertad de los presos políticos, incluyéndolo especialmente a él.
Después de salir de prisión fundó el Partido Mexicano de los Trabajadores (PMT) al lado de Dionisio Noriega Aparicio, Heberto Castillo. Otros integrantes de ese instituto político fueron el general Lázaro Cárdenas, Heriberto Jara, el escritor Carlos Fuentes y Octaviano Silva Barrera.
Años más tarde fue expulsado del PMT por sus ideas de liberación del pueblo en general; los puestos públicos no fueron de su interés. En 1985 resultó elegido diputado federal por el Partido Socialista Unificado de México (PSUM), falleciendo ese mismo año y asumiendo la titularidad del cargo Alejandro Encinas Rodríguez.
La novela El tren pasa primero de Elena Poniatowska narra la biografía de este personaje bajo el nombre de Trinidad Pineda Chiñas.